# ترنيمة كونكورد

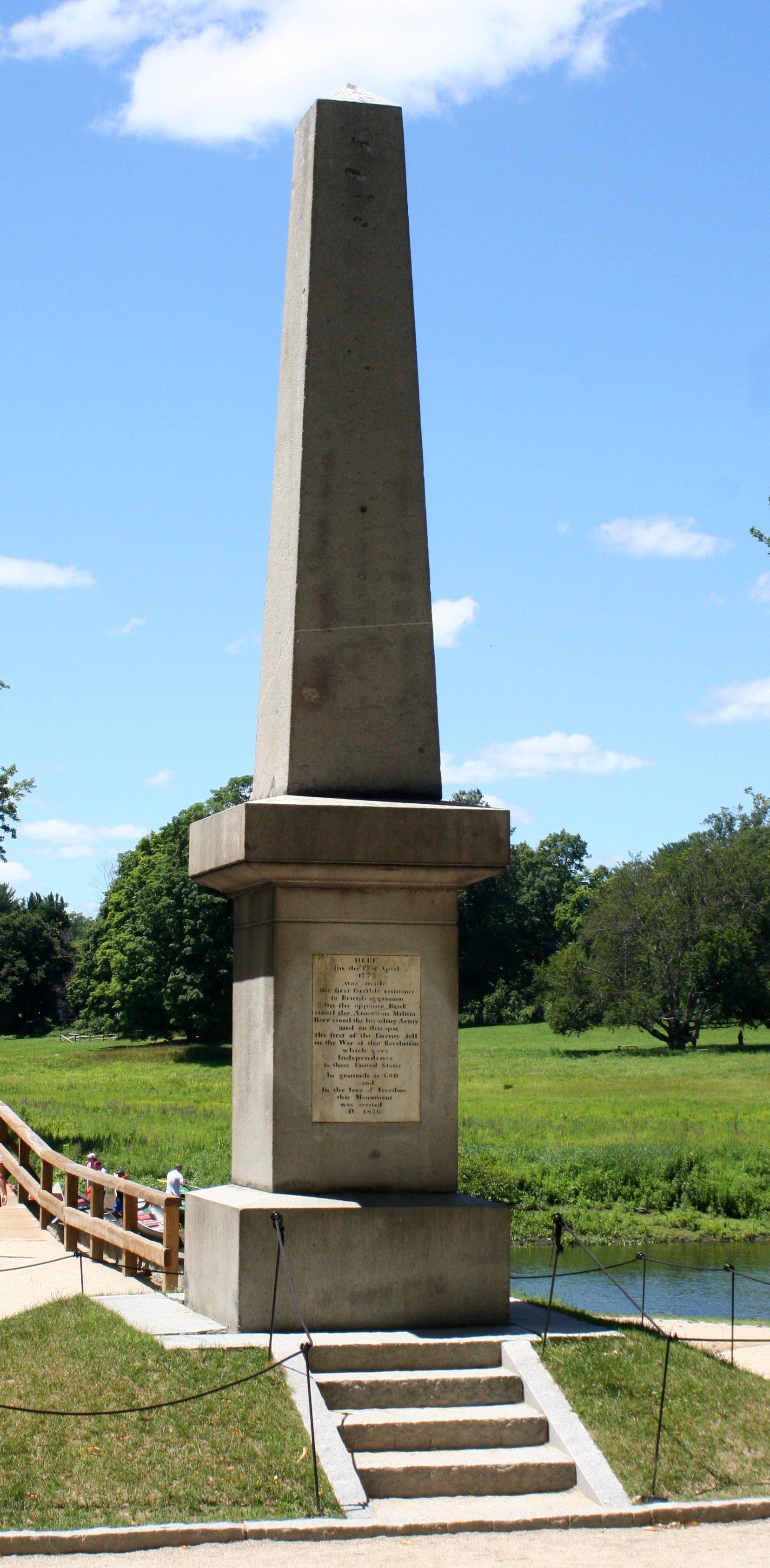

ترنيمة كونكورد (بالإنجليزية: Concord hymn)‏ قصيدة كتبها الفيلسوف والشاعر الأميركي رالف والد امرسن (1803 - 1882)Ralph Waldo Emerson تكريمًا لأبطال معركة كونكورد، حيث قاوم الأميركيون من رجال قوات التدخل الفوري (Minutemen) التشكيلات العسكرية البريطانية في منطقة الجسر الشمالي (North Bridge) في 19 نيسان (أبريل) من العام 1775.

## عن الترنيمة
أنشدت ترنيمة كونكورد في احتفال أقيم في العام 1837 احتفاء بالانتهاء من نصب أقيم تكريمًا للوطنيين الثوّار الذين شاركوا في هذه المعركة. وقد خلّدت القصيدة هذه المعركة، وأصبح البيت الشعري: "الطلقة التي دوّت في كل أنحاء العالم"، مجازًا شعبيًّا للتعبير عن التأثير العالمي الواسع النطاق للثورة الأمريكية. وكانت القصيدة واحدة من المواد المحببة التي تضمنتها الكتب المدرسية الأمريكية حتى الثلاثينات من القرن العشرين.

## الترنيمة
عند الجسر البدائي المتقوس فوق النهر،
رُفع علمهم لنسيم نيسان (أبريل)،
هنا وقف المزارعون المحاصرون،
وأطلقوا الطلقة التي دوّت في كل أنحاء العالم،
العدو غافٍ، منذ أمد طويل، في صمت ينام،
شأن الغزاة، يصمت، ينام،
الجدول المعتم، المتسلل صوب البحر.
على هذه الضفة الخضراء، عند الجدول الهادئ،
ألقينا اليوم حجرًا نذريًا
لعله يسترجع ذكر صنيعهم،
عندما يذهب أولادنا مثل آبائنا.
والروح التي جعلت هؤلاء الأحرار يجرؤون
على الموت، ليجعلوا أطفالهم أحرارًا،
تتضرع إلى الزمن والطبيعة كي تحفظ بلطف
سارية الراية التي نرفعها لهم ولكم.

### الترنيمة بلغتها الأصلية
By the rude bridge that arched the flood
Their flag to April’s breeze unfurled,
Here once the embattled farmers stood,
And fired the shot heard round the world.
The foe long since in silence slept;
Alike the conqueror silent sleeps;
And Time the ruined bridge has swept
Down the dark stream which seaward creeps.
On this green bank, by this soft stream,
We set today a votive stone;
That memory may their deed redeem,
When, like our sires, our sons are gone.
Spirit, that made those heroes dare,
To die, and leave their children free,
Bid Time and Nature gently spare
The shaft we raise to them and thee.